# 豊富春菜
豊富 春菜（とよとみ はるな、1973年4月1日 - ）は、日本のアーティスト。富山県生。嵯峨美術短期大学卒。「美術手帖」2002年2月号にて『ニッポンの新生代アーティスト126人「ゼロゼロゼネレーション』として選出された

## 略歴
1998年
- 嵯峨美術短期大学専攻科修了

1999年
- ギャラリーココ(京都)にて個展を開催

2001年
- プロジェクト・スペース(大阪)にて個展「ノマル・プロジェクト 2001, Project 2 vol.4 豊富春菜展」を開催

2002年
- Oギャラリーeyes(大阪)にて個展を開催
- ギャラリーココ(京都)にてグループ展「THE RECIPROCITY」参加
- Oギャラリー(東京)にてグループ展「base/view」に参加

2003年
- SUMISO(大阪)にてグループ展「IRRADIATION」に参加

2004年
- プロジェクト・スペースcube&loft(大阪)、元麻布ギャラリー(富山)にて個展「印象の姿見」を開催
- 京都文化博物館(京都)にてグループ展「美術工芸新鋭選抜展, 2004 新しい波」に参加
- 愛知県美術館ギャラリーにてグループ展「版の思考・版の手法2004」に参加
- 加計美術館(岡山)にて「関西現代版画の開拓者と新世代たち in 倉敷」に参加

2005年
- 海岸通ギャラリー・CASO(大阪)にてグループ展「photographic」に参加

2006年
- 上野の森美術館(東京)にてグループ展「VOCA展2006」に参加

2007年
- 富山県立近代美術館(富山)にてグループ展「富山現代作家シリーズ 時の中で−Toyama Art Today 2007」に参加

2009年
- ギャラリーノマル(大阪)にてグループ展「Reborn」に参加

2011年
- 日本橋高島屋美術画廊X(東京)にてグループ展「はざまーBetween Images−」に参加
- ギャラリーノマル(大阪)にて個展「drops」を開催[3][4]

2014年
- ギャラリーノマル(大阪)にてグループ展「Favorite Books (59名の“Favorite”展)」 に参加

2015年
- 岐阜県揖斐郡池田町願成寺西墳之越古墳群一帯にて開催されたグループ展「願成寺古墳群美術展」に参加
- 名古屋芸術大学アート&デザインセンター1Fギャラリー(愛知)にてグループ展「遭遇するドローイング；ハノーファー×名古屋2015」に参加
- ギャラリーノマル(大阪)にてグループ展「Jahresgaben 2015:Art-Can」に参加

2018年
- ギャラリーノマル(大阪)にてグループ展「AllStars」に参加